# موسم الورد
موسم الورد يعرف سابقا بمهرجان الورد الطائفي هو مهرجان للورود يقام في كل عام بالسعودية، وبدأ من عام 1426هـ، حيث تشتمل الطائف على نحو 860 مزرعة غالبيتها في منطقتي الهدا والشفا. ويجذب المهرجان الزائرين كل عام بهدف مشاهدة الورد الطائفي والتعرف على طريقة صناعة منتجات الورد الطائفي المختلفة وشراء بعض منتجاته. وبلغ الإنتاج السنوي 500 مليون وردة، وعدد معامل الورد 36 معملا. ويذكر أن أمانة الطائف قامت بإنشاء سجادة زهور بمساحة 900 متر مربع تضم 100 ألف شتلة من 10 أنواع من الزهور المتنوعة في حديقة الملك فيصل بالقديرة، ضمن مشاركتها في مهرجان الورد الطائفي، بالإضافة إلى جهود المشتل الرئيسي والذي يدعم التوسع المستمر في المسطحات الخضراء في الطائف وضواحيها وإنشاء الحدائق والمتنزهات بالإضافة إلى جهود التحسين والتجميل الجارية بمواقع مختلفة من المحافظة مع توعية الزوار بأساليب العناية بالحدائق المنزلية.
في عام 1440 هـ نظمت أمانة الطائف مهرجان الورد بمساعدة رابطة العمل التطوعي الذين اشتركو بالتنظيم بأكثر من 120 شاب وشابة متطوعين وبأكثر من 8 مواقع اشتملت فعاليات صحية وثقافية وتوعوية وترفيهيه وركن للرسم الحر والخط أمام الجمهور ومعرض لوحات فنانيين ومعرض لوحات للمصورين.

## نبذة
في شهر ديسمبر من كل عام، يبدأ المزارعون بحرث حقول الورد وتسميدها وسقيها، وفي منتصف يناير يبدأ تقليم شُجيرات الورد، ثم قطف الورود. وتشتهر الطائف بنوعين من الورد، هما، الورد القاني، والورد الفاتح، ويعرف بين الناس في المنطقة باسم الورد الطائفي. يبدأ موسم قطف الورد الطائفي بنهاية شهر مارس وبداية شهر إبريل، ويستمر مدة 35 إلى 45 يومًا، حيث يبلغ عدد الورود المقطوفة يوميًا، 70 ألف وردة.

## الأنشطة والفعاليات
خلال موسم الورد، تقام العديد من الأنشطة والفعاليات، حيث تبدأ من مطار الطائف التي تتزين صالاته بالورد، بالإضافة الى تزيين الطرق والميادين، كما يشمل الموسم بعض الفعاليات مثل:
- سجادة الزهور (هي سجادة تتكون من 700 ألف شتلة من 10 أنواع مختلفة من الزهور، على مساحة 2800م²).[5]
- البيت المحمي (تم بناء بيت محمي على مساحة 350م²، بهدف عرض مجموعة من النباتات العطرية).[6]
- حديقة الصبار (تحتوي على مجموعة من أنواع الصبار المختلفة، للتعريف بأهمية الصبار والصناعات التي يدخل فيها، سواء صناعات تجميلية أو دوائية، وكيفية استخدامه في الطب البديل، والطب الشعبي).[6]
- عبق (وهي ورشة عمل خاصة بالورد وصناعة العطور).[7]

## الاقتصاد
يقدر حجم استثمارات موسم الورد في السوق السعودية، بنحو 64 مليون ريال، حيث يجذب الموسم محبي الورد وصانعي العطور من داخل المملكة وخارجها، ويعمل نحو 70 مصنعًا ومعملًا للورد على استخراج أكثر من (80) منتجًا من مشتقات الورد لصناعة المنتجات العطرية المتنوعة، كما تم إطلاق متجر إلكتروني للورد الطائفي.

## موعد الموسم
بدأ المهرجان يتزامن مع موعد حصاد الورد في أواخر مارس حتى أوائل أبريل، ويأتي المهرجان للتعريف بالورد الطائفي ومراحل قطفه وتقطيره، وبالتالي الإسهام في تنشيط الحركة السياحية الداخلية.